# EX Андромеды
EX Андромеды (лат. EX Andromedae) — двойная затменная переменная звезда типа Алголя (EA) в созвездии Андромеды на расстоянии приблизительно 2330 световых лет (около 714 парсеков) от Солнца. Видимая звёздная величина звезды — от +14,1m до +12,7m. Орбитальный период — около 1,6325 суток.

## Характеристики
Первый компонент — жёлто-белая звезда спектрального класса F0. Радиус — около 1,88 солнечных, светимость — около 3,862 солнечных. Эффективная температура — около 5896 K.
Второй компонент — жёлтая звезда спектрального класса G2IV.